# Mohammed bin Rashid Al Maktoum
Mohammed bin Rashid Al Maktoum ( arabisk: محمد بن راشد آل مكتوم; Muḥammad bin Rāshid ʾĀl Maktūm; født 15. juli 1949) er vicepræsident og premierminister i Forenede Arabiske Emirater. Han er også landets forsvarsminister foruden at være hersker over Emiratet Dubai. Han efterfulgte sin bror Maktoum bin Rashid Al Maktoum som vicepræsident efter dennes død i 2006, og var kortvarigt fungerende præsident efter præsident Khalifa bin Zayed Al Nahyans død i 2022.
Al Maktoum, som er milliardær, får det meste af sin indkomst fra fast ejendom, og han beskrives som "en af verdens mest fremtrædende ejendomsudviklere". Jorden som han ejer, forvaltes som et aktiv for staten. Afgrænsningen mellem emiratet Dubais aktiver og den regerende Al Maktoum-families aktiver er flydende. Han har overset Dubais vækst til en verdensby samt lanceringen af en række statsejede virksomheder, herunder Emirates Airline, DP World og Jumeirah Group. Nogle af disse ejes af Dubai Holding. Sheikh Mohammed har overvåget udviklingen af flere projekter i Dubai, herunder oprettelsen af en teknologipark, en fri økonomisk zone, Dubai Internet City, Dubai Media City, Dubai International Financial Centre, Palm Islands og hotellet Burj Al Arab. Han stod også bag byggeriet af Burj Khalifa, verdens højeste bygning.
Al Maktoum er Dubais absolutte hersker og premierminister i UAE, en stilling som udpeget af præsidenten. Regeringen er autokratisk, da der ikke er nogen demokratiske institutioner, og intern uenighed er forbudt. Styret karakteriseres af forskere som autoritært.
Den 5. marts 2020 afgjorde en britisk domstol, at han sandsynligvis har bortført to af sine døtre og truet sin tidligere kone, prinsesse Haya. Angiveligt blev hans døtre, Shamsa og Latifa, tvangsmedicineret efter ordre fra Al Maktoum, mens de blev holdt i Dubai siden henholdsvis 2000 og 2018. 16. februar 2021 sendte BBC et dokumentarprogram med prinsesse Latifas videobeskeder, som hun havde lavet i hemmelighed under tvangsfængsling i Dubai på ordre fra Sheikh Mohammed. I 2022 fandt High Court of England og Wales, at Al Maktoum "havde udøvet 'vold i hjemmet' i et ekstraordinært omfang mod sin ekskone".
Han er rytter og er grundlægger af stalden Godolphin, som ejes af Maktoum-familien, og ejer af Darley, som opdrætter fuldblodsheste og opererer i seks lande. I 2012 red han 160 km på hesten Madji Du Pont og vandt FEI-verdensmesterskabet i udholdenhed. 